# Chioma Nnamaka
Chioma Mathilda Nnamaka (* 15. Juni 1985 in Uppsala) ist eine professionelle schwedische Basketballspielerin, die 14-mal für die schwedische Nationalmannschaft auflief. Zurzeit spielt sie für die Atlanta Dream in der Women’s National Basketball Association (WNBA) als Point Guard. Ihr Bruder Oluoma Nnamaka war ebenfalls Basketballprofi.

## Karriere

### College
Nnamaka studierte von 2005 bis 2008 an der Georgia Institute of Technology. Ihren Abschluss machte sie in Internationale Angelegenheiten. Nnamaka spielte in dieser Zeit außerdem für das Damen-Basketballteam der Universität.

### Women’s National Basketball Association
Nnamaka wurde im WNBA Draft 2008 von den San Antonio Silver Stars an der 21. Stelle ausgewählt. Die Atlanta Dream transferierten Expansion-Draftpick Ann Wauters, sowie die Draftrechte an Morenike Atunrase und einen Zweitrunden-Draftpick im WNBA Draft 2009 zu den Silver Stars für Nnamkas Draftrechte, Camille Little und einem Erstrunden-Draftpick. Ihr WNBA-Debüt feierte sie am 3. Mai in einem Preseason-Spiel gegen die Los Angeles Sparks.